# Південно-західний апеляційний господарський суд

Юрисдикція суду

Півде́нно-за́хідний апеляці́йний господа́рський суд — апеляційний господарський суд загальної юрисдикції, розміщений у місті Одесі. Юрисдикція суду поширюється на Миколаївську, Одеську та Херсонську області.
Суд утворений 20 червня 2018 року на виконання Указу Президента «Про ліквідацію апеляційних господарських судів та утворення апеляційних господарських судів в апеляційних округах» від 29 грудня 2017 року, згідно з яким мають бути ліквідовані апеляційні господарські суди та утворені нові апеляційні господарські суди в апеляційних округах.
Одеський апеляційний господарський суд здійснював правосуддя до початку роботи нового суду, що відбулося 5 жовтня 2018 року.
Указ Президента про переведення суддів до нового суду прийнятий 28 вересня 2018 року.

## Структура
Структура суду передбачає посади голови суду, його заступника, суддів, керівника апарату, його заступника, помічників суддів, секретарів судових засідань, інші структурні підрозділи.
Суддівський корпус формує дві судових палати. З числа суддів, що входять до палати, обирається її секретар.

## Керівництво
Голова суду — Богацька Наталія Станіславівна
 Заступник голови суду — Разюк Галина Павлівна
 Керівник апарату — Павлевська Ганна Вікторівна.